# Hyllestad
Hyllestad ist eine Ortschaft und Kommune im norwegischen Fylke Vestland. Sie befindet sich im Westen der Landschaft Ytre Sogn am äußeren Sognefjord.

## Geografie

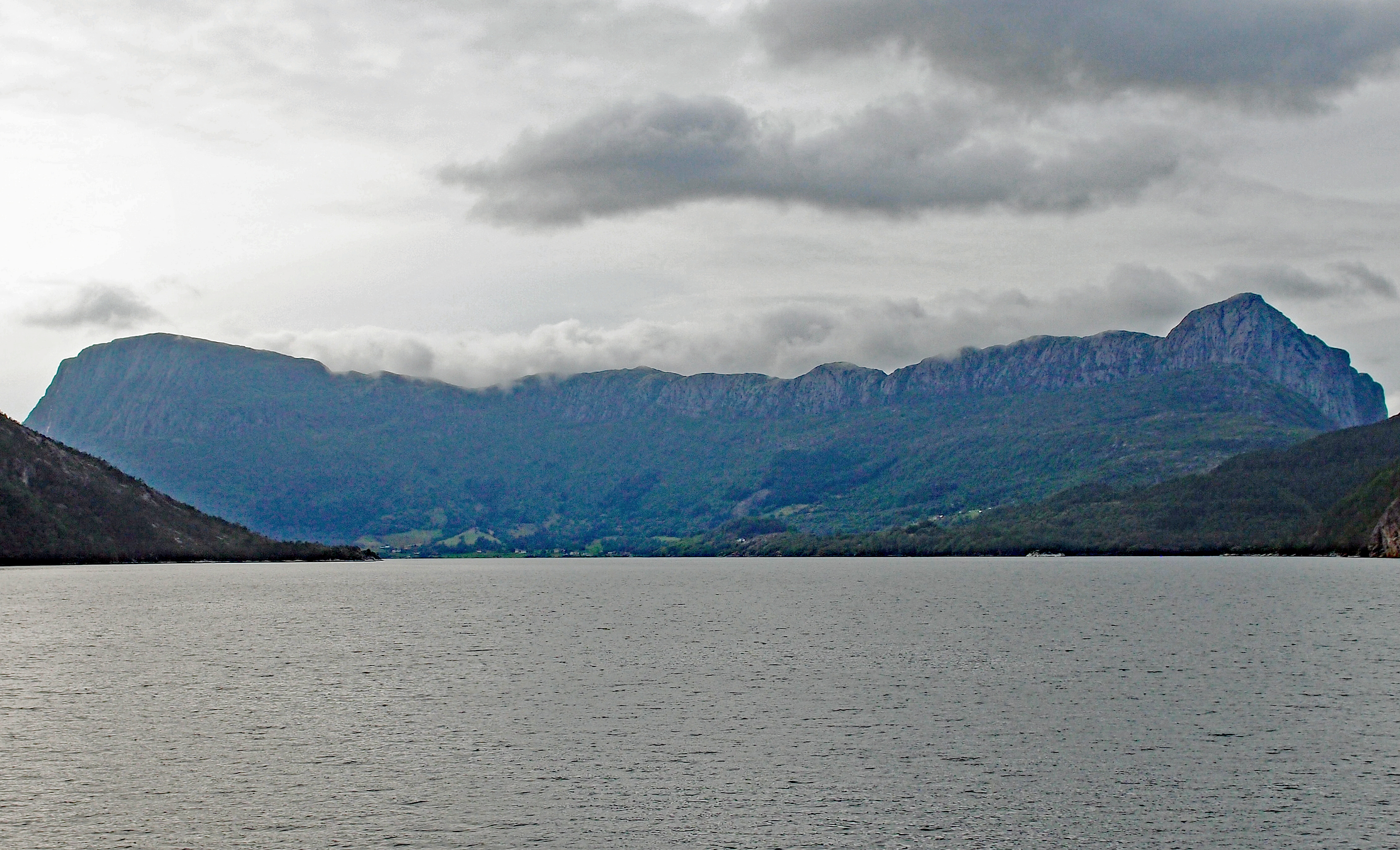
Lifjell mit Risnesnipa links und Gygrekjeften rechts

Die Kommune umschließt den zentralen Fjordarm Åfjorden und grenzt im Norden und Osten an Fjaler und im Südosten an Høyanger. Südlich des Sognefjords befindet sich Gulen während westlich die Inselkommune Solund angrenzt. Die höchsten Erhebungen der Kommune sind die zur Bergkette Lifjell (oder Lihesten) gehörenden charakteristischen Berge Risnesnipa mit 776,5 Metern Höhe und Gygrekjeften mit 710 Metern, die auch eine wichtige Landmarke bilden.
Die Küstenlinie Hyllestads hat eine Länge von 106 km.

### Einwohner
Hyllestad ist dünn besiedelt und verfügt über keine Tettsteder (Ortschaften). Das Verwaltungszentrum liegt im gleichnamigen Ort Hyllestad, wo sich auch die Schule (1.–10. Klasse), der Kindergarten und ein Supermarkt befinden. Daneben ist Leirvik im Südosten der Gemeinde das zweite Bevölkerungszentrum. In den Tälern zwischen den beiden Siedlungen und an der Nordseite des Åfjordes befinden sich verstreute Höfe. Die Inseln und Halbinseln der Gemeinde sind heute unbewohnt. Die Bevölkerungszahlen sind seit der Nachkriegszeit rückläufig.
Die Einwohner der Gemeinde werden Hyllestadsokning genannt. Offizielle Schriftsprache ist wie in vielen Kommunen in Vestland Nynorsk, die weniger weit verbreitete der beiden norwegischen Sprachformen.

### Verkehr
Über den Fylkesveg 57 (Landstraße) ist die Gemeinde mit Dale i Sunnfjord im Norden verbunden, im Süden gibt es eine Fährverbindung von Rysjedalsvika über den Sognefjord nach Rutledal, von wo aus man mit dem Auto Bergen erreichen kann. In Rysjedalsvika halten außerdem Schnellboote der Linie Bergen – Sogn – Nordfjord und es fährt eine Fähre nach Krakhella auf Solund.
In östliche Richtung verbindet der Rv. 607 die Gemeinde mit Lavik in der Nachbargemeinde Høyanger, wo er auf die Europastraße 39 (E39) trifft.

## Geschichte
Die Gemeinde Hyllestad wurde 1862 durch die Abtrennung von Askvoll gegründet. Durch die Kommune führte der Trondhjemske postvei, also der Weg von Bergen nach Trondheim, der von der Post genutzt wurde. Lange Zeit wurden in Hyllestad Mühlsteine produziert, heute erinnert das Norsk kvernsteinsenter daran. Die Hylestad kyrkje, eine Holzkirche im Ort Hyllestad, wurde 1879 erbaut. Weitere Kirchen in der Gemeinde sind die Bø kyrkje aus dem Jahr 1868 und die Øn kyrkje aus dem Jahr 1958.
Bis zum 31. Dezember 2019 gehörte Hyllestad der damaligen Provinz Sogn og Fjordane an. Sie ging im Zuge der Regionalreform in Norwegen in die zum 1. Januar 2020 neu geschaffene Provinz Vestland über.

## Wirtschaft
Haupteinnahmequelle der Bevölkerung war traditionell die Landwirtschaft, insbesondere das Halten von Schafen und Großvieh. Die Fischerei ist trotz der Lage am Meer eher von geringerer Bedeutung, es werden allerdings einige Fischzuchtanlagen betrieben. Größter Arbeitgeber heute ist die Havyard Leirvik AS Schiffswerft. Das größte Wasserkraftwerk der Gemeinde ist das Kraftwerk Nedre Svultingen mit einer durchschnittlichen Jahresproduktion von 40,4 GWh.

## Sehenswürdigkeiten

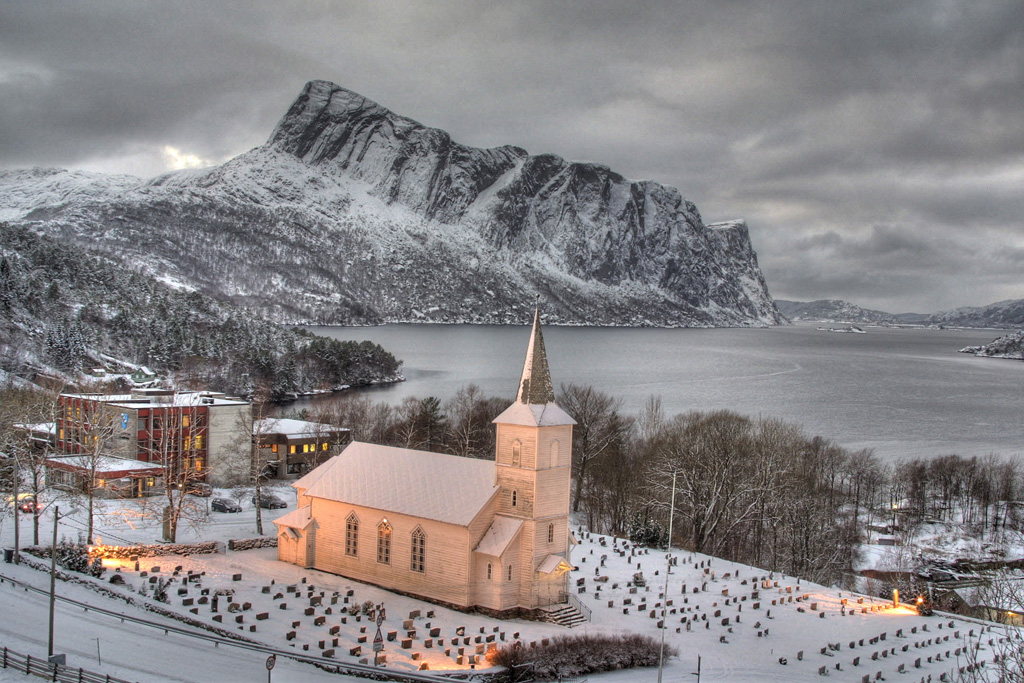
Die Kirche Hyllestads mit dem Berg Lihesten im Hintergrund

Im Ort Hyllestad ist der Kvernsteinspark zu finden, der seit 2002 Touristen die Geschichte der dort gefundenen Mühlsteine näherbringen soll. Diese wurden dort seit der Wikingerzeit produziert, und Hyllestad stellte im Mittelalter eine der wichtigsten Produktionsstätten dieser Steine dar, die bis nach Dänemark, Schweden und Kontinentaleuropa verschifft wurden.
Ein beliebtes Ausflugsziel ist außerdem der Berg Lihesten (714 m), der durch seine steil zum Meer hin abfallenden Hänge ein markantes Merkmal der Küstenlandschaft der Gemeinde ist.

## Name und Wappen
Das seit 1989 offizielle Wappen der Kommune zeigt drei silberne Mühlensteine auf blauem Hintergrund. Die Umgebung wurde im Jahr 1322 als Hyllistada sokn erwähnt. Die genaue Herkunft des Namens ist nicht genau bekannt, er könnte sich aber vom altnordischen hylli ableiten und somit „freundlicher, ruhiger Ort“ bedeuten. Auch eine Ableitung von „Wohlwollen“ ist möglich.